# Nébian
Nébian (okzitanisch: Nevian) ist ein Ort und eine südfranzösische Gemeinde mit 1.573 Einwohnern (Stand: 1. Januar 2022) im Département Hérault in der Region Okzitanien. Die Gemeinde gehört zum Arrondissement Lodève und zum Kanton Clermont-l’Hérault. Die Einwohner werden Nébianais genannt.

## Lage
Nébian liegt etwa 35 Kilometer westlich von Montpellier. Im südlichen Gemeindegebiet verläuft das Flüsschen Dourbie. Umgeben wird Nébian von den Nachbargemeinden Clermont-l’Hérault im Norden und Nordosten, Canet im Osten, Aspiran im Süden, Lieuran-Cabrières im Westen und Südwesten sowie Villeneuvette im Westen und Nordwesten.

## Geschichte
Der Ort wird im 11. Jahrhundert als villa, später als castellum erwähnt. Seit dem 12. Jahrhundert ist er als Teil des Besitzes der Familie Guilhem de Clermont belegt. Die letzteren gründeten um 1147 eine Komturei des Johanniterordens.

## Bevölkerungsentwicklung
| Jahr                       | 1962 | 1968 | 1975 | 1982 | 1990 | 1999 | 2006 | 2017 |
| Einwohner                  | 826  | 854  | 780  | 772  | 957  | 1026 | 1091 | 1388 |
| Quellen: Cassini und INSEE |      |      |      |      |      |      |      |      |

## Verkehr
Am Ostrand der Gemeinde führt die Autoroute A75 entlang.

## Sehenswürdigkeiten

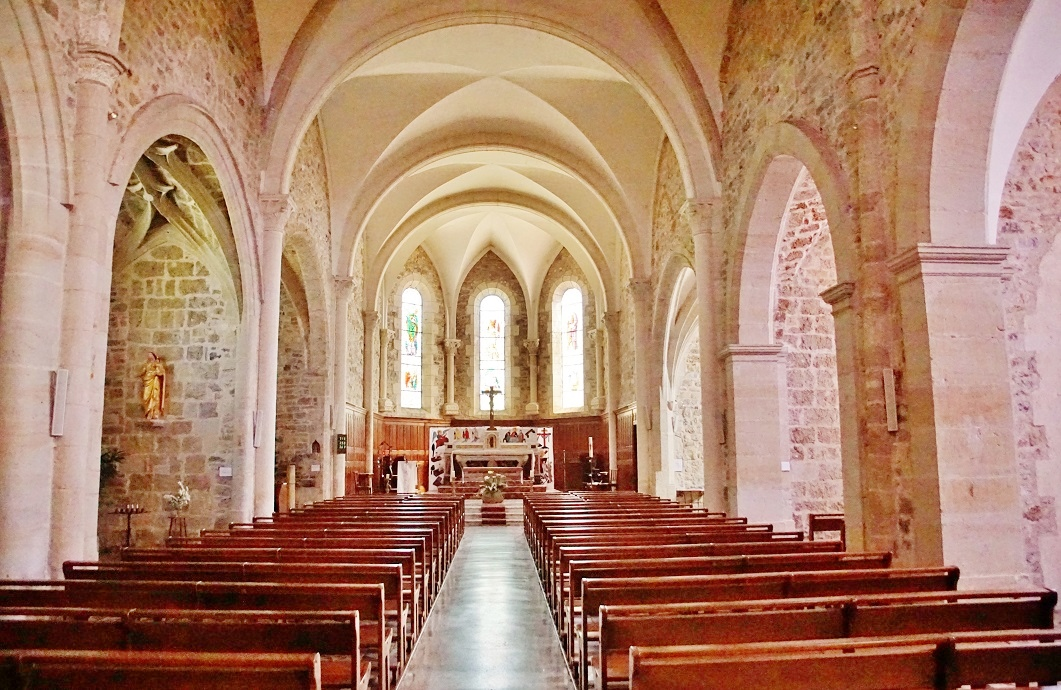
Innenansicht der Kirche Saint-Julien

- Kirche Saint-Julien